# Henryk Wójcik
Henryk Wójcik (ur. 19 lutego 1920 w Sosnowcu, zm. 2009 w Krakowie) – polski malarz, rysownik, rzeźbiarz, pedagog.

## Życiorys
Henryk Wójcik urodził się 19 lutego 1920 w Sosnowcu. W latach 1933–1944 mieszkał wraz z rodziną w Kowlu na Wołyniu gdzie uczęszczał do gimnazjum im. Juliusza Słowackiego a następnie do Państwowej Szkoły Mierniczo-Drogowej. W czasie wojny przebywał również w Sosnowcu działając w konspiracyjnej grupie "Piątka" pod pseudonimem "Szary". Pod koniec wojny powróciwszy do Kowla pracował jako kreślarz w Urzędzie Starostwa.
Studia na Akademii Sztuk Pięknych w Krakowie rozpoczął w 1945 roku, pierwszy rok w pracowni profesora Radnickiego zaś kolejne w pracowni profesora Zbigniewa Pronaszki, otrzymując dyplom w 1953 roku. W roku 1950 rozpoczął działalność w Sekcji Malarstwa krakowskiego okręgu Związku Polskich Artystów Plastyków. Od 1963 pracował jako asystent a następnie samodzielny wykładowca na uczelni. Od 1972 roku prowadził pracownię rysunku w Katedrze Kształcenia Ogólnoplastycznego Wydziału Rzeźby.
Zmarł w wieku 89 lat, został pochowany na Cmentarzu Rakowickim w Krakowie (cmentarzu wojskowym przy ul. Prandoty, kw. LXXXVI-9-32).

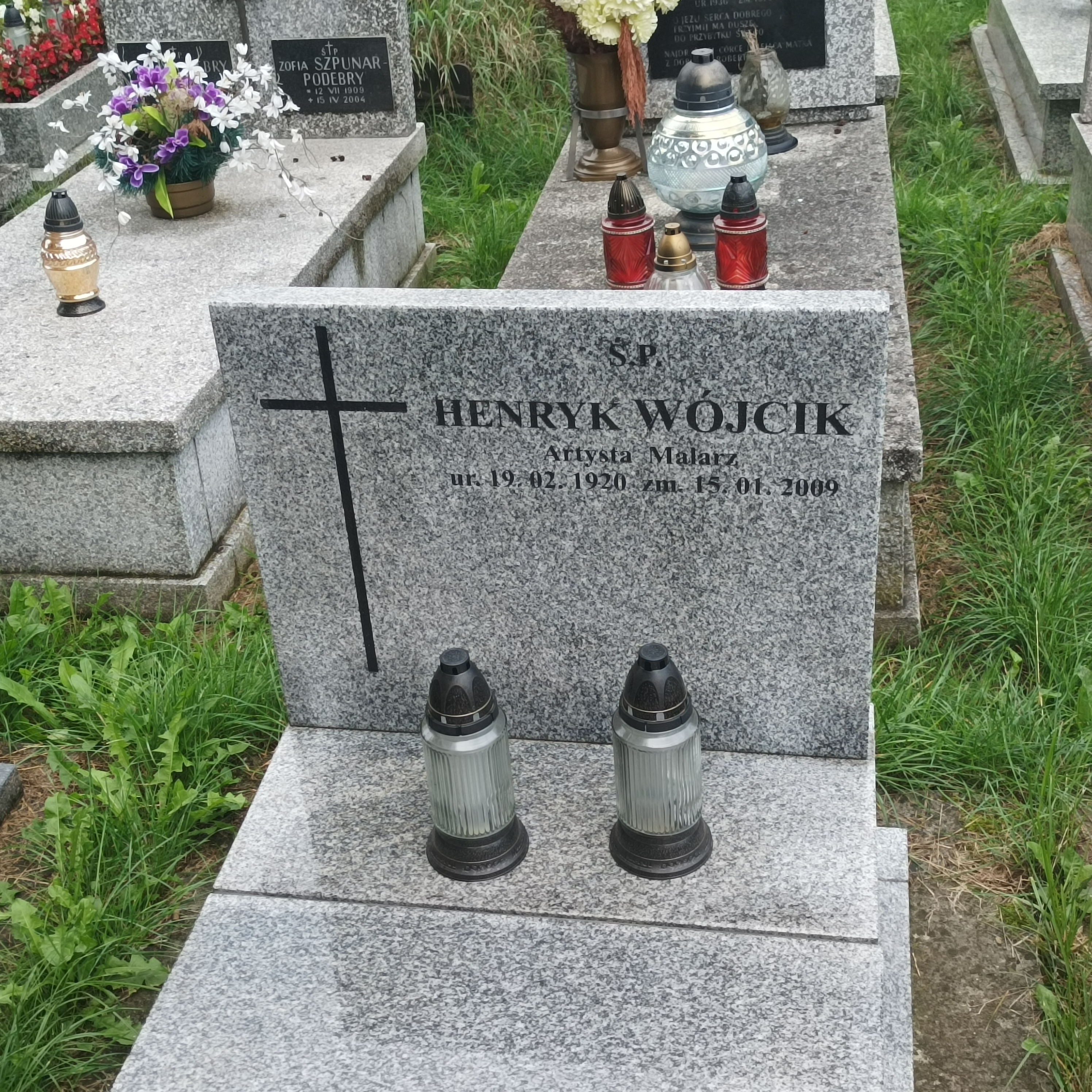
Grób Henryka Wójcika na cmentarzu wojskowym przy ul. Prandoty w Krakowie

## Twórczość
Przez krytyków zaliczany do grona "kolorystów". Jednak obrazy Wójcika trudno zaliczyć bezpośrednio do jednej kategorii. Malował zarówno obrazy abstrakcyjne i symboliczne sygnowane zazwyczaj "kompozycja", jak też liczne postimpresjonistyczne pejzaże malowane w plenerze, portrety oraz martwe natury. Różnorodność tematu i podejścia do malowania w swojej twórczości komentował słowami: "artysta nie powinien obawiać się szczerego mówienia o tym, co się z nim dzieje i ze spokojem zawierzyć własnym odczuciom".

## Wybrane nagrody i wyróżnienia
- 1954/56 Dyplom i medal TPSP Kraków
- 1965 II Nagroda za obraz roku ZPAP Kraków, nagroda ASP za działalność artystyczną
- 1970 Odznaka Zasłużony Działacz Kultury MKiS
- 1972 Srebrny medal grupowy na Międzynarodowym Salonie w Paryżu pt. Jue Vichy
- 1976 Złota odznaka ZPAP